# Melaka United (futsal)
Melaka United – malezyjski klub futsalowy z siedzibą w mieście Malakka, obecnie występuje w najwyższej klasie rozgrywkowej Malezji. Jest sekcją futsalu w klubie sportowym Melaka United

## Sukcesy
- Mistrzostwo Malezji (2): 2017, 2018